# Yongning, Fujian
Yongning är en köping i sydöstra Kina. Den ligger i Shishi i staden Quanzhou i provinsen Fujian, omkring 170 kilometer söder om provinshuvudstaden Fuzhou. 